# Валланкур, Одри
Одри Валланкур (фр. Audrey Vaillancourt; род. 26 июня 1991, Квебек) — канадская биатлонистка.

## Биография
В сборную Канады попала в 2012 году после того, как стала трёхкратной чемпионкой Северной Америки среди юниоров. В 2013 году стала трёхкратной чемпионкой Северной Америки, выиграв спринт, гонку преследования и масс-старт. В 2013 году спортсменка дебютировала на чемпионате мира по биатлону в Нове-Место.
В следующем сезоне ей удалось победить на открытом первенстве Европы в индивидуальной гонке. Тем самым, Одри Валланкур стала первой не европейской спортсменкой победившей на чемпионате старого света.
Закончила свои выступления после сезона 2015/2016.

## Результаты карьеры

### Чемпионат мира
| Событие         | Индивидуальная | Спринт | Преследование | Масс-старт | Эстафета |
| --------------- | -------------- | ------ | ------------- | ---------- | -------- |
| Ново-Место 2013 | 75             | 83     | -             | -          | 12       |

### Кубок мира
Дебютировала в Кубке мира в сезоне 2012/2013. В сезоне 2014/2015 на этапе в Хольменколлене в индивидуальной гонке набрала свои первые очки, пройдя огневые рубежи без промахов и финишировав 30-й.